# Oudfrankisch
In de historische taalkunde verwijst Oudfrankisch of Frankisch naar de taal van de Germaanse Franken, een alliantie van verschillende stammen die zich in de late 3e eeuw buiten de Neder-Germaanse limes vestigden en later hun machtsgebied zouden uitbreiden over de Romeinse provincies Gallia Belgica en Gallia – het latere België en Frankrijk.

## Beschrijving
In essentie zou het Oudfrankisch gedefinieerd kunnen worden als de laat-Germaanse variëteiten van Rijn-Weser-Germaanse oorsprong, die gesproken werden buiten de noordwestelijke grens van het Romeinse Rijk. In vergelijking met de Noordzeegermaanse en Elbe-Germaanse talen namen de Oudfrankische dialecten een middenpositie in, aangezien deze dialecten slechts zeer weinig Ingwäonismen vertonen en geen kenmerken van de Hoogduitse klankverschuiving.
Het tijdsbestek van het Oudfrankisch omvat in de ruimste zin de periode tussen de afscheiding van de Rijn-Weser-Germaanse dialecten van het West-Germaans in de 4e eeuw en het optreden van de Hoogduitse klankverschuiving in de 6e tot 7e eeuw. De datering van het einde van de Oudfrankische taalfase op basis van de tweede klankverschuiving is, hoewel algemeen aanvaard, taalkundig gezien van minder belang voor de niet-geaffecteerde nakomelingen van het Oudfrankisch, omdat het criterium van de klankverschuiving geen duidelijk onderscheid mogelijk maakt tussen het Oudfrankisch en de vroegste fasen van het Oudnederlands. Voor het Oudfrankisch en de latere Oudhoogduitse variëteiten van het Midden-Rijngebied bestaat dit afbakeningsprobleem niet, omdat zij wel aan de tweede klankverschuiving hebben deelgenomen.
In sommige publicaties wordt Oostfrankisch gebruikt als synoniem voor de vormen van het voormalige Oudfrankisch die aan de klankverschuiving hebben deelgenomen. De betekenis van Westfrankisch is veelzijdiger, want deze term wordt zowel gebruikt als synoniem voor het vaker gebruikte Oudnederlands, alsook, vooral in Duitstalige publicaties over de Germaanse oudheid, voor de (uitgestorven) taalvariëteiten in het later geromaniseerde gebied. Bepalende factor in deze definitie is echter assimilatie, niet de taalkundige verwantschap van deze taalvormen, want de taalverschillen tussen Westfrankisch in deze betekenis en het Oudnederlands zijn ofwel zeer klein of te verwaarlozen.

## Overgeleverde teksten

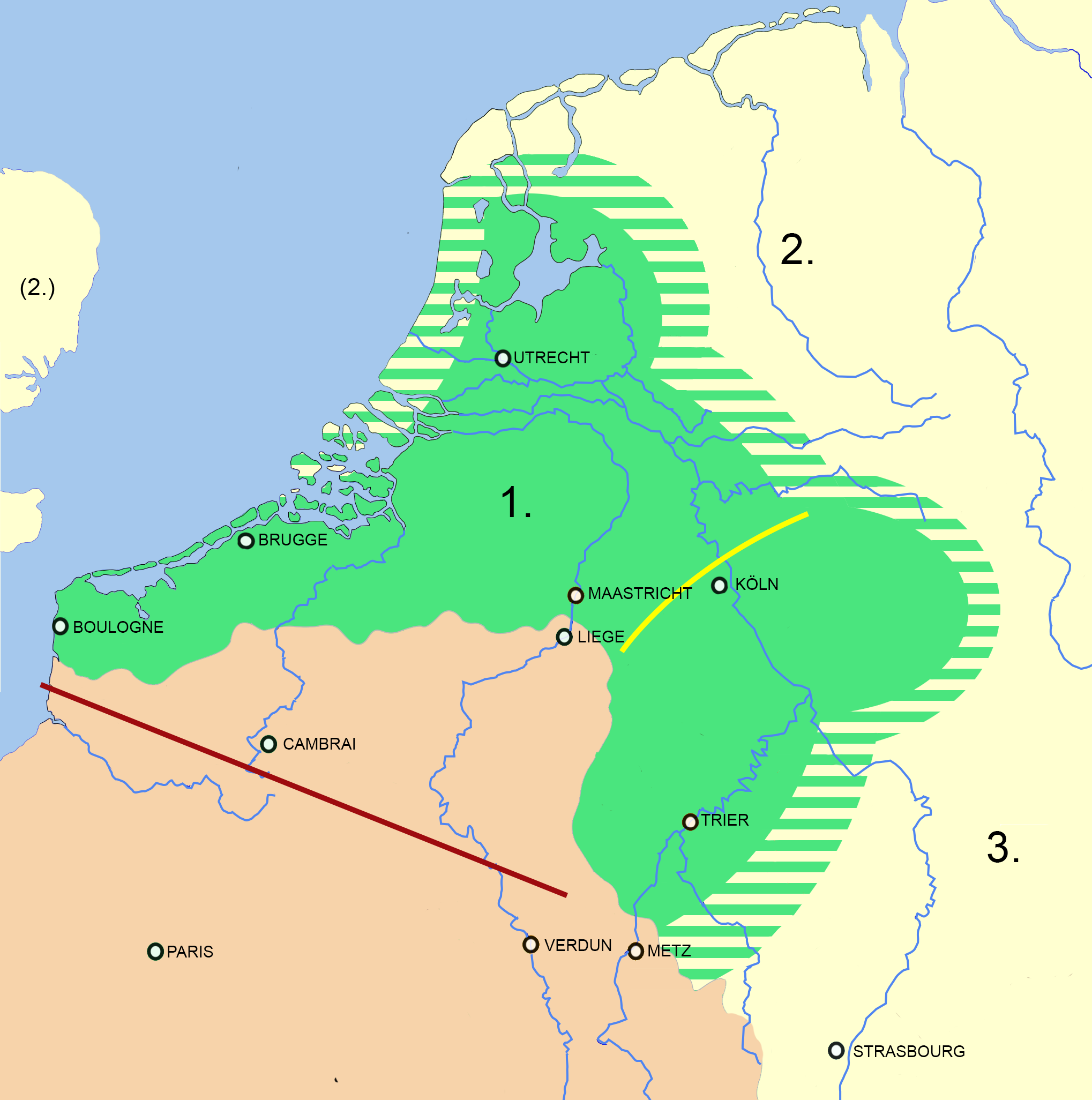
Benadering van het Oudfrankische taalgebied van de late oudheid, zonder kleinere taaleilanden in Gallia Belgica..
Legenda:
Oudfrankisch (1.)
Noordzee- (2.) en Elbe-Germaanse (3.) dialecten
Romaans
Somme-Aisne-Linie, ten noorden hiervan zijn Germaanse plaatsnamen dominant.
Grens van de Tweede Germaanse klankverschuiving in de 7e eeuw.

De Oudfrankische taal is niet direct overgeleverd en werd deels gereconstrueerd aan de hand van het Oud- en Middelnederlands en bepaalde Germaanse leenwoorden in het Oudfrans. Romeinse auteurs vermelden in hun werken weliswaar afzonderlijke Germaanse woorden uit het gebied van de Franken, zoals vadam („wad“, 2e eeuw) en tui („twee“, 3e eeuw), maar deze zijn problematisch vanwege de latinisering en het ontbreken van context. De Runeninscriptie van Bergakker, gedateerd rond het midden van de 5e eeuw, en een in de buurt van Maastricht gevonden gordelgesp uit de 6e eeuw vormen de enige bewaard gebleven laat-Germaanse tekstbronnen uit het voormalige vestigingsgebied van de Franken. Terwijl de Maastrichtse gordelgesp slechts de inscriptie Bobo (een persoonsnaam) bevat, zijn bij de runeninscriptie van Bergakker meerdere woorden ingeschreven. De interpretatie van de runen is echter niet eenduidig, en ook de Oudfrankische classificatie is niet onbetwist, hoewel waarschijnlijk. De Malbergse glossen, een reeks Germaanse woorden die gevonden zijn in de Pactus legis Salicae en de Lex Salica, worden als Oudnederlands gecategoriseerd, maar liggen qua datering zeer dicht bij het late Oudfrankisch.

## Verdere ontwikkeling
In Nederland en Vlaanderen ontwikkelde het Oudfrankisch zich in de 6e eeuw tot het Oudnederlands (500–1200). Een belangrijk keerpunt in de ontwikkeling van het Nederlands is de assimilatie van een Noordzeegermaanse kustdialect in de 8e tot 9e eeuw, waardoor het laat-Oudnederlands, naast zijn Oudfrankische basis, ook enkele Ingveoonse kenmerken kreeg. Een voorbeeld van deze ontwikkeling is te zien bij het getal vijf. In het vroege Oudnederlands werd dit nog als vinf geschreven, maar in het latere Oudnederlands werd dit, vanwege de nasaal-spirantenwet, vijf. Via het Oudnederlands en Middelnederlands ontwikkelde zich uit de Oudfrankische variëteiten in de huidige gebieden van België, Nederland en Noordwest-Frankrijk de hedendaagse Nederlandse taal.
Hoewel de continuïteit tussen het Oudfrankisch en het Oudnederlands algemeen wordt aanvaard, is deze voor de Germaanse dialecten in het voormalige Oost-Frankische Rijk minder duidelijk vanwege de Hoogduitse klankverschuiving en de assimilatie van Zuid-Duitse kenmerken. Aan de Middenrijn breidde de Hoogduitse klankverschuiving zich in de loop van de 7e eeuw in wisselende mate uit en beïnvloedde de verdere ontwikkeling van de voormalige Oudfrankische variëteiten in dit gebied sterk. De vroegste tekenen van de tweede klankverschuiving in het Beiers-Alemannische gebied worden gedateerd op de 4e tot 5e eeuw, maar het volledige proces werd pas voltooid in de 8e tot 9e eeuw. De intensiteit van de verschuiving is variabel en neemt, vanuit een Alemannisch-Beiers perspectief, af naar het noorden toe. De latere West-Centraal-Duitse dialecten ontstonden uit de interactie tussen deze twee taalgroepen. Voor het Oost-Opperfrankisch is er geen bewijs dat de dialecten zich rechtstreeks uit het Oudfrankisch ontwikkelden. Volgens de huidige kennis zijn dit Elbe-Germaanse variëteiten (zoals het Beiers en Alemannisch) met een sterk beperkte Frankische invloed.
In het West-Frankenrijk werd de geromaniseerde Frankische elite ten noorden van de Loire en ten zuiden van de Somme tot uiterlijk 900 als overwegend tweetalig beschouwd. Na dit tijdstip werden de uit het Oudfrankisch voortgekomen variëteiten geacht te zijn geassimileerd door de overwegend Romaanstalige bevolking in het Gallo-Romaans, respectievelijk Oudfrans. Desondanks had de Germaanse achtergrond van deze elite een grote invloed op de ontwikkeling van de hedendaagse Franse taal.